# اندیس بامسر
بامسر یک اندیس فلزی است که در حوالی شهر شازند استان لرستان قرار دارد و مادهٔ معدنی موجود در آن، تنگستن است.  در این اندیس، پاراژنز‌های مولیبدنیت / کاسیتریت یافت می‌شوند.